# George Harris (acteur américain)
Ne doit pas être confondu avec l'acteur britannique Georgie Harris (en)
Pour les articles homonymes, voir George Harris (homonymie).
George Harris est un acteur américain né à Pittsburgh, Pennsylvanie, le 6 octobre 1892 et mort à Younghorizon, Ohio, le 16 avril 1954.
Il est parfois crédité Georgie Harris.

## Filmographie partielle
- 1925 : Lights of Old Broadway de Monta Bell : Joe Weber
- 1925 : La Chance d'un joueur (The Wheel) de Victor Schertzinger : Sammy
- 1926 : La Chevauchée de la mort (The Johnstown Flood) de Irving Cummings : Sidney Mandel jeune
- 1926 : Gagnant quand même (The Shamrock Handicap) de John Ford : Jockey Bennie Ginsburg
- 1926 : Trois Sublimes Canailles (Three Bad Men) de John Ford : Joe Minsk
- 1931 : Jeunesse triomphe (Sweepstakes) de Albert S. Rogell
- 1931 : Le Corsaire de l'Atlantique (Seas Beneath) de John Ford : Réserviste naval / nageur et plongeur
- 1934 : Without You de John Daumery : Harrigan
- 1936 : Happy Days Are Here Again de Norman Lee : Brainwave